# Máy chủ cơ sở dữ liệu
Máy chủ cơ sở dữ liệu (database server) là một máy chủ sử dụng ứng dụng cơ sở dữ liệu cung cấp các dịch vụ cơ sở dữ liệu cho các chương trình máy tính khác hoặc cho các máy tính, như được định nghĩa bởi mô hình máy khách-máy chủ.   Hệ thống quản lý cơ sở dữ liệu (DBMS) thường cung cấp chức năng cơ sở dữ liệu-máy chủ và một số hệ thống quản lý cơ sở dữ liệu (chẳng hạn như MySQL) chỉ dựa vào mô hình máy khách-máy chủ để truy cập cơ sở dữ liệu (trong khi những hệ thống khác, ví dụ: SQLite được sử dụng như một cơ sở dữ liệu nhúng).
Người dùng truy cập máy chủ cơ sở dữ liệu thông qua " một front end" chạy trên máy tính của người dùng – hiển thị dữ liệu được yêu cầu – hoặc thông qua "back end", chạy trên máy chủ và xử lý các tác vụ như phân tích và lưu trữ dữ liệu.
Trong mô hình master-slave, máy chủ master cơ sở dữ liệu là vị trí trung tâm và chính của dữ liệu trong khi máy chủ slave cơ sở dữ liệu là bản sao lưu đồng bộ của máy chủ hoạt động như một proxy.
Hầu hết các ứng dụng cơ sở dữ liệu phản hồi với một ngôn ngữ truy vấn. Mỗi cơ sở dữ liệu hiểu ngôn ngữ truy vấn của nó và chuyển đổi từng truy vấn đã gửi sang dạng máy chủ có thể đọc được và thực thi nó để truy xuất kết quả.
Ví dụ về các ứng dụng cơ sở dữ liệu độc quyền bao gồm Oracle, DB2, Informix và Microsoft SQL Server. Ví dụ về các ứng dụng cơ sở dữ liệu phần mềm miễn phí bao gồm PostgreSQL; và theo Giấy phép Công cộng GNU bao gồm Ingres và MySQL. Mỗi máy chủ sử dụng cấu trúc và logic truy vấn của riêng nó. Ngôn ngữ truy vấn SQL (Ngôn ngữ truy vấn có cấu trúc) ít nhiều giống nhau trên tất cả các ứng dụng cơ sở dữ liệu quan hệ.